# Graphe parfait

Graphe parfait avec une clique de trois sommets.

En théorie des graphes, le graphe parfait est une notion introduite par Claude Berge en 1960. Il s'agit d'un graphe pour lequel le nombre chromatique de chaque sous-graphe induit et la taille de la plus grande clique dudit sous-graphe induit sont égaux.
Un graphe {\displaystyle G} est 1-parfait si son nombre chromatique (noté {\displaystyle \chi (G)}) est égal à la taille de sa plus grande clique (notée {\displaystyle \omega (G)}) : {\displaystyle \chi (G)=\omega (G)}. 
Dans ce cas, {\displaystyle G} est parfait si et seulement si tous les sous graphes de {\displaystyle G} sont 1-parfait.

## Intérêt
Depuis la formulation des conjectures jusqu'à la démonstration du théorème fort, l'intérêt pour les graphes parfaits n'a cessé de croître. Il n'est pas retombé non plus après la publication de la preuve puisque la très grande technicité et la longueur de celle-ci laissent espérer l'existence d'une preuve plus courte et qui en renforce la compréhension.
Les deux principales motivations, en dehors de la théorie des graphes, pour l'étude des graphes parfaits sont d'ordres polyédrique et algorithmique. Ceci tient notamment à l'existence d'une autre définition équivalente d'un graphe parfait due à Václav Chvátal :

« Un graphe est parfait si et seulement si son polytope des stables est défini par les contraintes de clique. »

Partant de ce résultat, Martin Grötschel, László Lovász et Alexander Schrijver montrent que dans les graphes parfaits on peut résoudre en temps polynomial le problème de la coloration de graphe, équivalant au problème de la recherche du stable maximum et aussi au problème de la recherche de la clique maximum, par le théorème faible.

## Théorèmes
Claude Berge a émis deux conjectures caractérisant ces graphes parfaits. Elles ont été démontrées en 1972 et 2002 et sont devenues des théorèmes.

### Théorèmefaibledes graphes parfaits
Théorème — Un graphe est parfait si et seulement si son complémentaire est parfait.
Cette conjecture a été démontrée en 1972 par
László Lovász.

### Théorèmefortdes graphes parfaits
Théorème — Un graphe est parfait si et seulement si ni lui ni son complémentaire ne contiennent de cycle impair induit de longueur au moins cinq
Cette conjecture a été démontrée en 2002 par Maria Chudnovsky, Neil Robertson, Paul Seymour et Robin Thomas.

### Remarque
Le théorème fort implique trivialement le théorème faible. De fait on parle du « théorème des graphes parfaits » en désignant implicitement le théorème fort.

## Classes de graphes parfaits
Les graphes suivants sont des graphes parfaits : les graphes bipartis, les line graphs, les graphes de permutations et les graphes cordaux, en particulier les graphes scindés, les graphes ptolémaïques, les graphes à distance héréditaire.